# Бідзіна Іванішвілі
Борис Григорович Іванішвілі, також відомий як Бідзіна Іванішвілі (рос. Борис Григорьевич Иванишвили, при народженні груз. ბიძინა ივანიშვილი; нар. 18 лютого 1956, Чорвіла, Грузинська РСР, СРСР) — російський олігарх грузинського походження, грузинський проросійський політик, колишній прем'єр-міністр Грузії, засновник партії «Грузинська мрія».
З 25 жовтня 2012 до 20 листопада 2013 року — прем'єр-міністр Грузії. Є почесним лідером грузинської партії Грузинська мрія.

## Біографія
Народився у селі Чорвіла, в Імеретії, був наймолодшим з п'яти дітей у родині. Після закінчення середньої школи, навчався на інженерно-економічному факультеті Тбіліського державного університету. Навчання продовжив у Москві, де отримав ступінь кандидата економічних наук.
У середині 1980-х років почав займатися бізнесом: спочатку продавав комп'ютери, телефони, пізніше зацікавився металопереробною промисловістю і банківською справою. У 1990 році був одним із співзасновників банку «Російський Кредит», працював в інших фінансових структурах. Під час епохи приватизації в Росії та завдяки інвестиціям на російському фондовому ринку накопичив значні статки в Росії.
На початку 1990-х років переїхав до США, а потім до Франції, де пізніше отримав громадянство.
У зв'язку з чим 11 жовтня 2011 року рішенням Міністерства юстиції Грузії був позбавлений громадянства цієї країни. Потім це рішення було анульоване Верховним Судом Грузії.
Мав значні статки у Росії, втратив грузинське громадянство, коли став громадянином Росії і Франції. За списком Форбс посідав 153 місце у списку найбагатших людей планети.
Іванішвілі — партнер кримінального авторитета Тамаза Сомхішвілі. Forbes Georgia видалив статтю, де Сомхішвілі визнав факт регулярних зустрічей з Іванішвілі.
Директором у британській компанії Сомхішвілі був Сулхан Папашвілі, екс-голова служби держохорони Грузії та партнер Іванішвілі. Щодо Папашвілі обговорювалося введення проти нього санкцій як соратника Іванішвілі. Екс-директор та екс-акціонер Тбіліського авіазаводу Важа Тордія визнав, що ТАМ-Менеджмент був створений при особистій підтримці Іванішвілі (на державному підприємстві було виділено окремі потужності для приватної компанії Сомхішвілі). У тому ж видаленому інтерв'ю Forbes Georgia (є скріншоти) Сомхішвілі визнав, що ТАМ-Менеджмент є керівною компанією Тбіліського авіазаводу.
Він збагатився в 1990-х роках, коли концентрував у своїх руках виробництво залізної руди, металургійні заводи, банки та нерухомість у пострадянській Росії, розпродавши більшість цих активів із 2003 по 2006 рік, а решту — напередодні виборчої кампанії в Грузії 2012 року.

### Політична діяльність
Іванішвілі повернувся в центр уваги, коли заснував партію «Грузинська мрія» та балотувався на парламентських виборах 2012 року. Він переміг свого суперника Міхеїла Саакашвілі, але його перебування на посаді прем'єр-міністра тривало лише рік, перш ніж він оголосив, що йде з політики.
Однак оглядачі кажуть, що Іванішвілі пішов лише для того, щоби, перебуваючи на задньому плані, продовжувати мати сильний вплив на грузинську політику. З моменту приходу до влади в 2012 році уряд «Грузинської мрії» завжди офіційно виступав за приєднання до ЄС і НАТО. Однак опозиція звинувачує цю силу в приховуванні своєї проросійської позиції.
9 червня 2022 року Європейський парламент затвердив резолюцію із закликом запровадити персональні санкції проти головного грузинського олігарха Бідзіни Іванішвілі. «Щоб підтримати європейський шлях Грузії, важливо запровадити санкції проти олігарха Бідзини Іванішвілі за його деструктивну роль у грузинській політиці та економіці. Ми, як друзі Грузії, не залишатимемося осторонь, коли ЗМІ в Грузії слабшають, а демократія відступає», — заявила під час дебатів депутатка Європарламенту Міріам Лексманн.
Після двох заяв про вихід із політики (у 2012 та 2021), у грудні 2023 року Іванішвілі заявив про повернення в політику. Його вважають одним із відповідальних за спроби розвороту Грузії в сторону РФ, зокрема його вважають справжнім автором закону про «іноземний вплив».
Він поширював російську пропаганду та дезінформацію в питаннях російського вторгнення в Україну, зокрема у квітні 2024 року під час звернення, він звинуватив «партію глобальної війни», яку підтримує Захід, у втручанні в справи Грузії та у спричиненні конфлікту з Росією. «Незважаючи на обіцянки, дані на саміті в Бухаресті у 2008 році, Грузію та Україну не включили до складу НАТО та залишили на протязі. Всі подібні рішення приймаються партією глобальної війни, яка має вирішальний вплив як на НАТО, так і на Євросоюз, і для якої Грузія та Україна мають лише ціну гарматного м'яса» — сказав він.
Напередодні сфальсифікованих парламентських виборів рішуче агітував за партію влади.
2 грудня 2024 року Естонія та Латвія заборонили в'їзд Іванішвілі та ще десятку грузинських посадовців. Того ж дня Литва оголосила, що заборонила в'їзд Іванішвілі і грузинським посадовцям за придушення протестів. 5 грудня стало відомо, що Україна ввела санкції проти Іванішвілі та 19 його спільників указом президента Володимира Зеленського, оскільки та, за його словами, здає країну очільнику Кремля.
5 грудня грузинська опозиція висунула вимоги проросійському олігарху Іванішвілі, вимагаючи звільнення політичних в'язнів та призначення нових парламентських виборів.